# عاصفة نارية

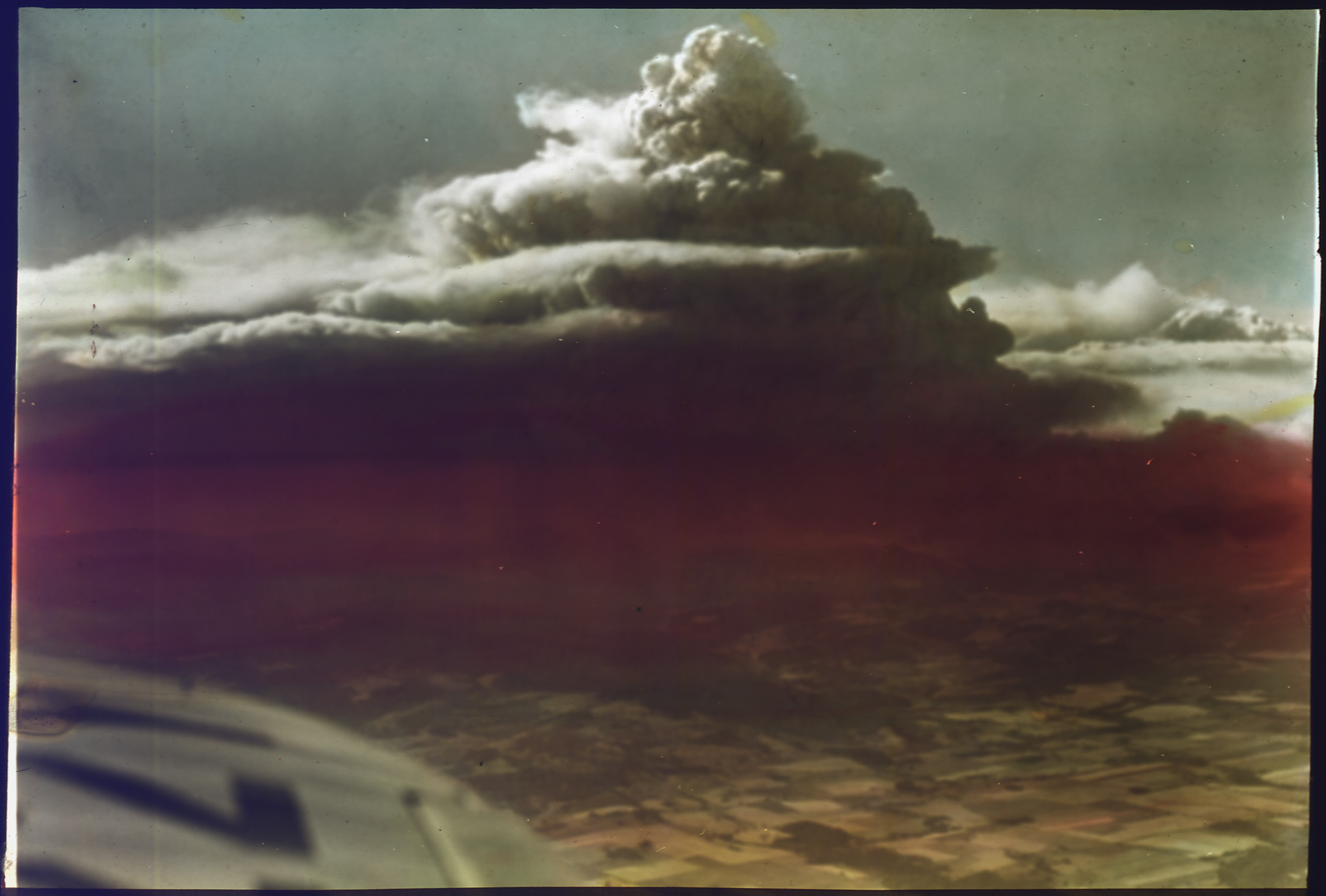
منظر من حريق تيلاموك النيران في 1933 أغسطس

عاصفة نارية (بالإنجليزية:  Firestorm)‏ هو حريق يبلغ من الشدة بحيث يخلق ويحافظ على نظام الرياح الخاص به. هو ظاهرة طبيعية غالبا، نشئت خلال بعض أكبر حرائق الغابات والحرائق البرية. رغم أن الكلمة تم استخدامها في وصف بعض الحرائق الكبيرة،
فالإعصار غالباً ما يحدث في بيئة باردة نسبياً ويترافق مع العواصف الرعدية والأمطار والرياح الشديدة ولا مكان في هذه البيئة للنار. تحديد سمات هذه الظاهرة هو اطلاق النار مع قوة عاصفة سرعة الرياح الخاصة بها من كل نقطة في البوصلة.
ولكن في السنوات الاخيرة رأى العالم إعصاراً من نوع غريب يضرب غابات البرازيل، ولكن لم يكن المشهد ملفتاً للانتباه كثيراً حتى جاء إعصار أستراليا عام 2012 ليحرق إحدى الغابات ويسبب خسائر بملايين الدولارات، حيث تم تصويره وتحليله ودراسته من قبل العلماء وأظهر شريط الفيديو قوة الإعصار الحارقة حيث التهم مساحات كبيرة من الأشجار خلال زمن قصير جداً.

## مقدمة
‌الكوارث الطبيعية Natural Disasters هي تلك الكوارث التي تمثل الجانب المظلم والوجه العنيف للطبيعة، لما لها من قوة تدميرية هائلة، تسبب دماراً لكل شيء؛ كالزلازل والبراكين والفيضانات والعواصف والجفاف والانزلاقات الأرضية والانهيارات الجليدية... إلخ.
لقد لفت هذا النوع من العواصف النارية انتباه العلماء حديثاً بسبب قوتها التدميرية، وتكرار حدوثه في العديد من مناطق الغابات في أستراليا وأمريكا، ولذلك قام العلماء حديثاً بدراسة تحليلية دقيقة لمعرفة أسباب هذه الأعاصير لتجنب حدوثها.
عاصفة نارية في مدينة أليس سبرينغز في أستراليا حيث استمرت عاصفة من نار لمدة اربعين دقيقة وارتفاعها تقريبا ثلاثين متر رغم عدم وجود رياح في المنطقة إلا انها سببت رعب للرعاة هناك.. وقال بعض السكان انها تشبه طائرة مقاتلة تنفجر في هذا المكان لعدم تمكننا الاقتراب منها إلا اننا تفاجأنا بوجود عاصفة من نار أو زوبعة كبيرة نارية قد يكون السبب مرورها من منطقة تشتعل فيها النيران في منطقة جفاف وارتفاع في درجات الحرارة.

## الآلية
تؤكد الدراسات العلمية أن أشد أنواع العواصف إحراقاً للغابات وأسرعها وأعنفها هي عواصف النار. أن الكوارث أمر لا يمكن تجنبه، في ضوء المحتوي التاريخي، إلا أن القدرة علي مواجهة الكوارث، والتخفيف من حدتها، هي التي تختلف من مجتمع إلى آخر، طبقاً للبنية التحتية والأوضاع السياسية والاقتصادية والثقافية

عاصفة نارية: النار (1)، التيارات (2) رياح عاصفة قوية (3) (A) بايرو سحب ركامية.

يتم إنشاء العاصفة النارية نتيجة لتأثير بنية تخزين العناصر والحرارة من النار الأصلية تلفت في المزيد والمزيد من الهواء المحيط. هذا المشروع يمكن زيادته بسرعة إذا إنخفض مستوى البخار النفاث الموجود فوق أو بالقرب من النار. ك تيارات المشروم، والرياح القوية الموجهة داخليا-تنمو حول النار، وتزويدها بالهواء. ويبدو أن هذا يمنع العاصفة النارية من الانتشار في مهب الريح، ولكن الاضطراب الهائل الذي نشأ قد تتسبب أيضا سطح الرياح العاتية التدفق الداخل لتغيير الاتجاه بطريقة متقطعة. عاصفة النار الناتجة عن القصف من منطقة مدنية في الحرب العالمية الثانية كانت تقتصر عموما على المناطق المصنفة البداية مع الأجهزة الحارقة، ولم العاصفة لم تنتشر بشكل ملحوظ إلى الخارج.

## معرض صور

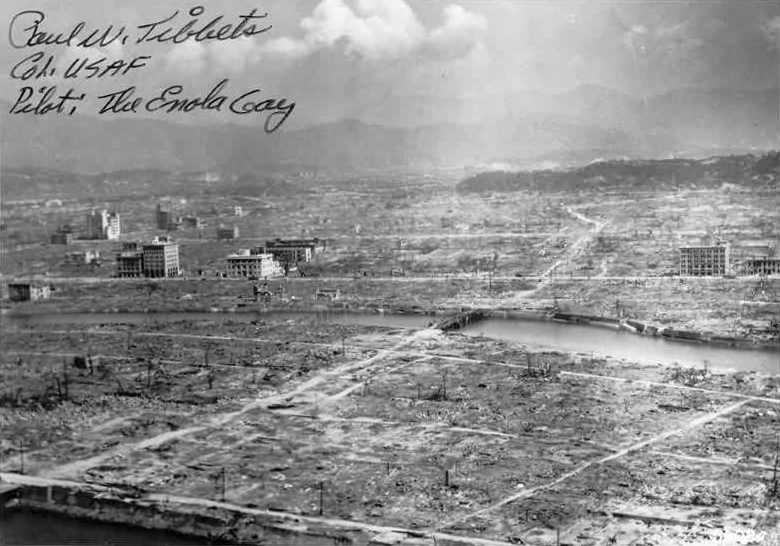
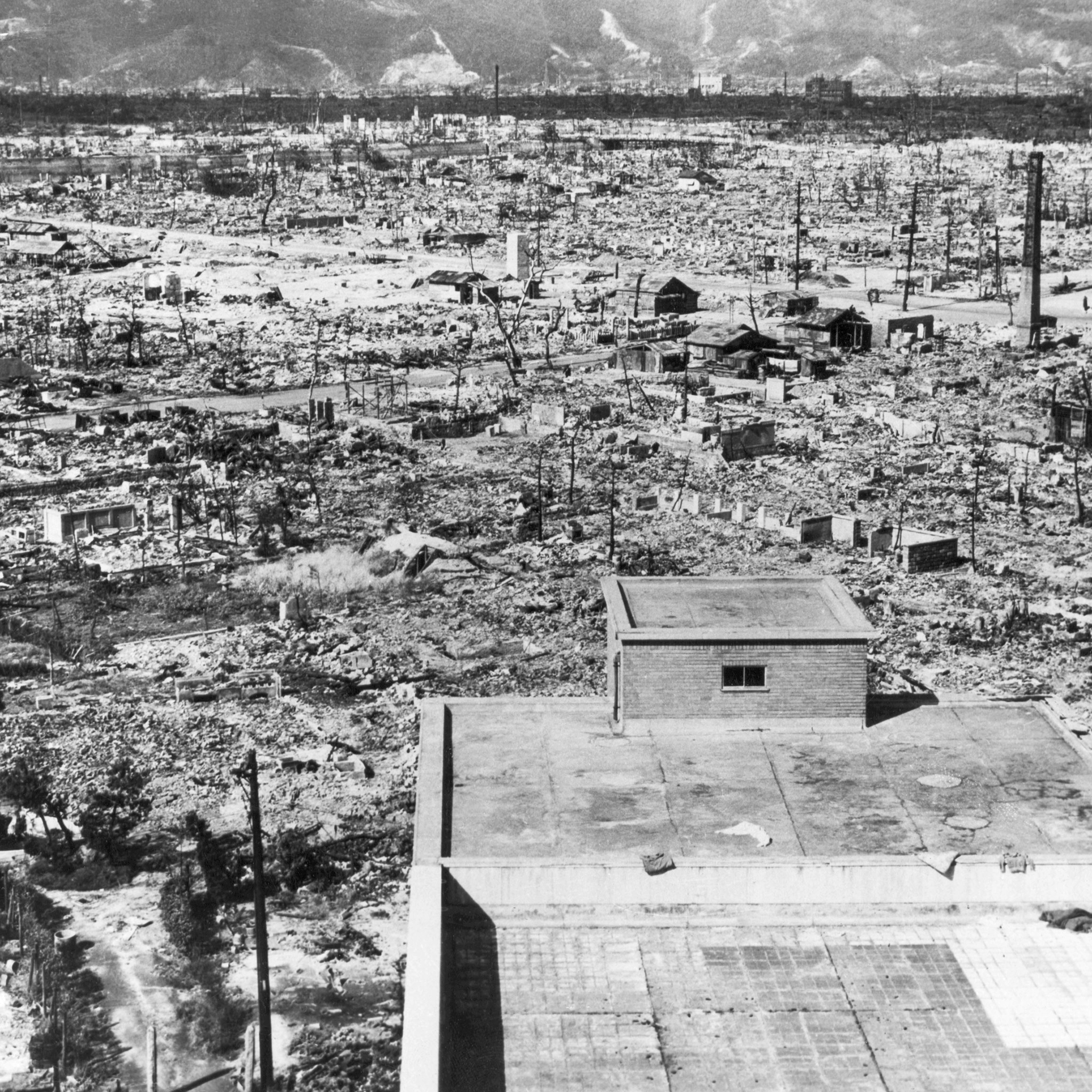
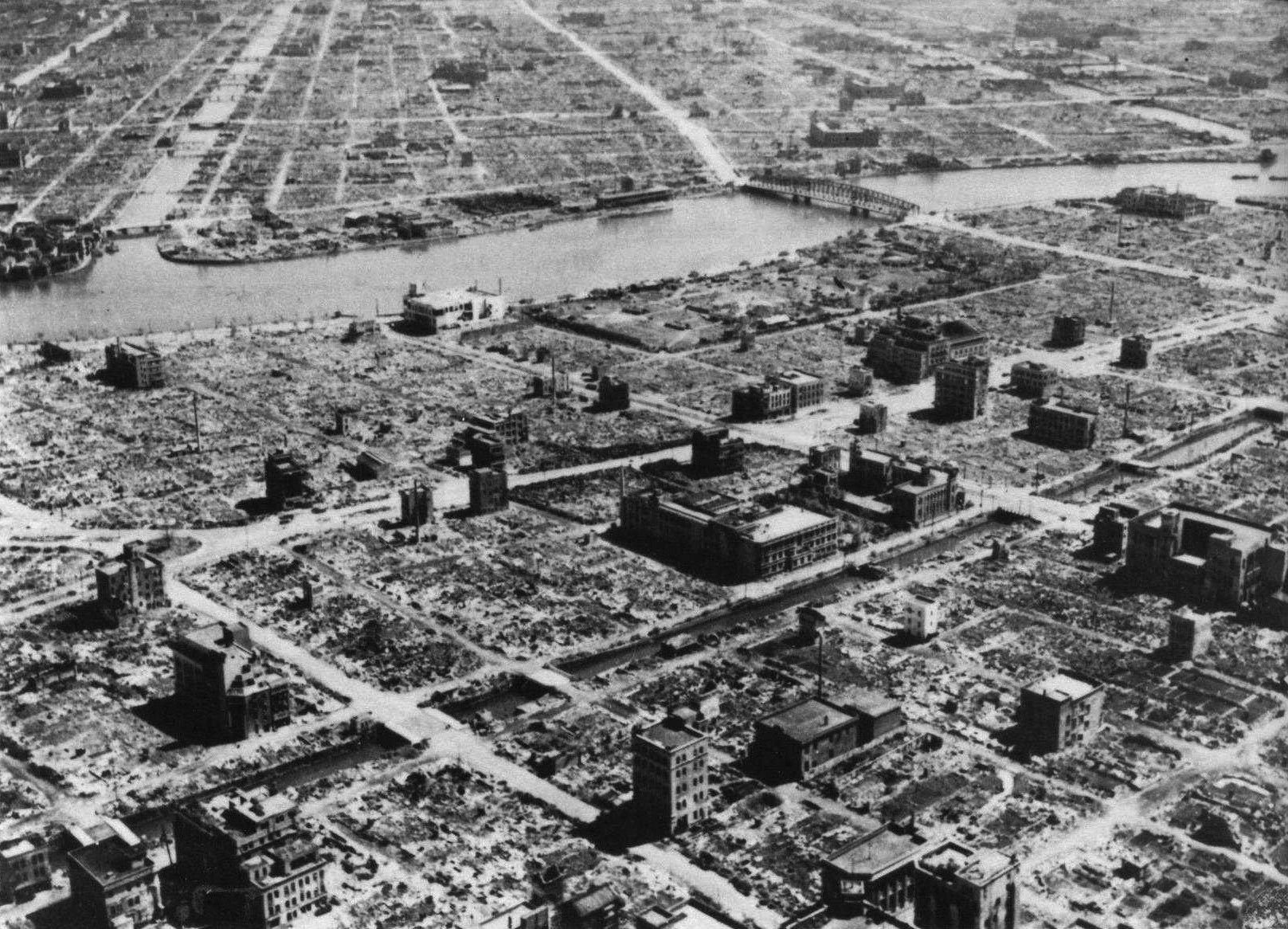
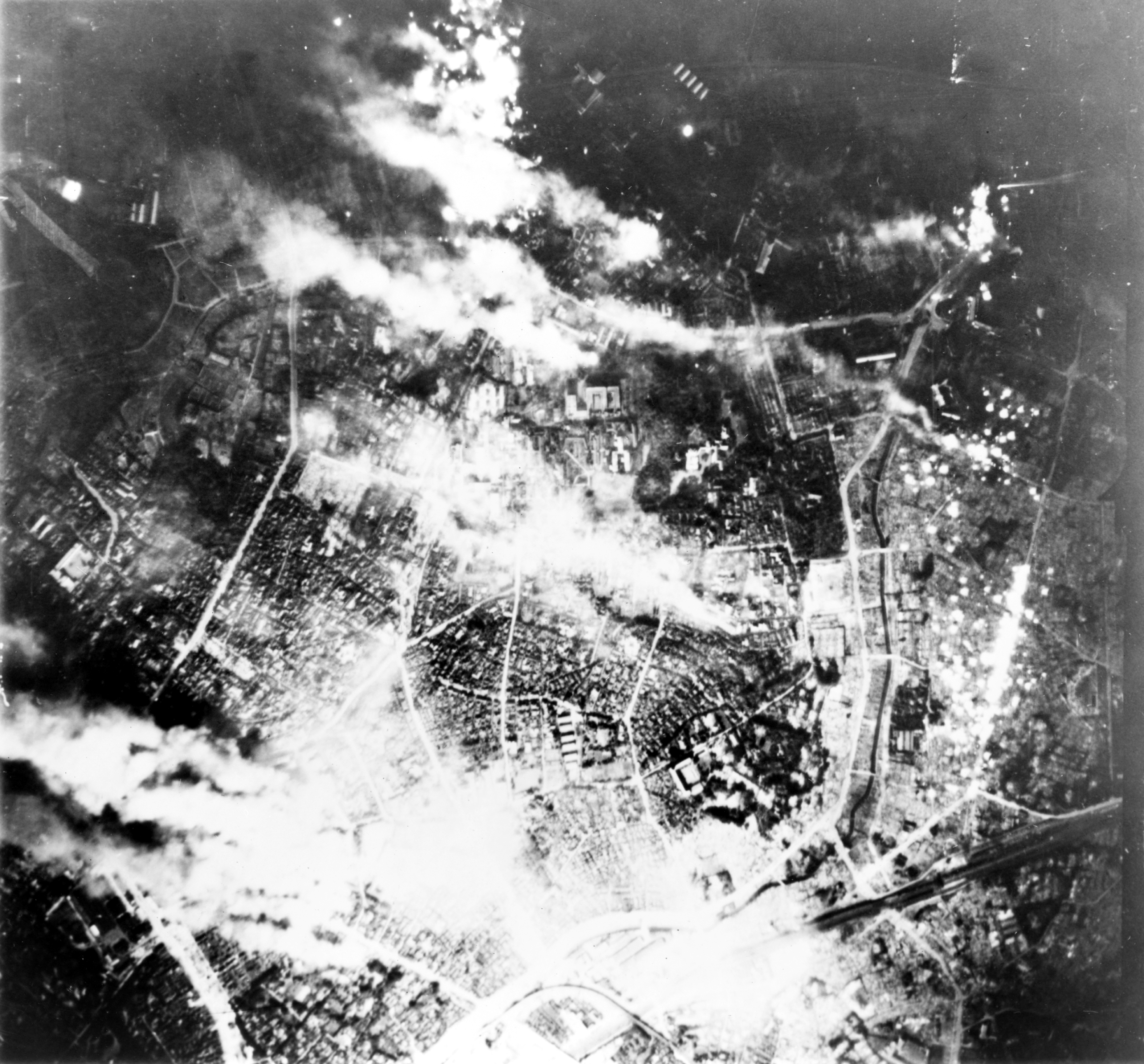